# Eupristina poeta
Eupristina poeta är en stekelart som beskrevs av Girault 1934. Eupristina poeta ingår i släktet Eupristina och familjen fikonsteklar. Inga underarter finns listade i Catalogue of Life.